# Тоні Каннінгем
Ентоні Юджин Каннінгем (англ. Anthony Eugene Cunningham; нар. 12 листопада 1957, Кінгстон, Ямайка) — англійський та ямайський футболіст, нападник.

## Життєпис
Футбольну кар'єру розпочав у напівпрофесіональних клубах «Кіддермінстер Гарріерз» та «Стауербридж». Професіональну футбольну кар'єру розпочав 1979 року в клубі четвертого дивізіону Англії «Лінкольн Сіті» на позиції нападника. За три роки, проведені в Імпс, зіграв 123 матчі в чемпіонаті та відзначився 32-ма голами.
У 1982 році прийшов у «Барнслі», провів 42 матчі за клуб з Південного Йоркшира, відзначився 11-ма голами.
Після відходу з Оуквелла залишився в графстві Вайт Роуз, провів 28 матчів та відзначився 5-ма голами за «Шеффілд Венсдей».
У 1984 році провів нетривалий період часу в «Манчестер Сіті», перш ніж переїхати на північний схід до «Ньюкасл Юнайтед» Джека Чарльтона. Провів два роки в Тайнсайді, провівши трохи менше 50 матчів за «Сорок», відзначився 4-ма голами. Під час перебування в Ньюкаслі друзі звали його «Слимаком».
У липні 1987 року переїхав з Північного Сходу на Північний-Захід, підписав контракт із «Блекпулом» Сема Елліса за 25 000 фунтів стерлінгів (суму відступних встановив трибунал). Дебютував за «Сісайдерс» у нічийному поєдинку першого туру чемпіонату сезону 1987–1988, проти «Джиллінгема».
Те, що почалося як багатообіцяюча кар'єра в «Блекпулі», стало справжнім розчаруванням. Коли команда боролася за виживання, Тоні Каннінгема зробили цапом відпущення, й наприкінці сезону 1988/89 років повернувся до Елліса, який став головним тренером «Бері».
Повернувшись на Блумфілд-Роуд із «Шейкерами» 31 жовтня 1989 року, Каннінгем був вилучений у першому таймі. Однак гості перемогли з різницею в один гол.
Після Бері грав за «Болтон Вондерерз», «Ротергем Юнайтед», «Донкастер Роверз» і «Вікем Вондерерз». Після майже 500 матчів у чемпіонаті та понад ста м'ячів завершив свою кар'єру в нижчоліговому «Гейнсборо Триніті».

## Після завершення кар'єру
Зараз Тоні Каннінгем проживає та працює соліситором у Лінкольні.